# Saint-Hilaire-de-Voust
Saint-Hilaire-de-Voust es un municipio (commune) francés, situado en el departamento de la Vendée y en la región de los Países del Loira. 

## Demografía
| 859 | 777 | 702 | 705 | 666 | 638 |
| Para los censos de 1962 a 1999 la población legal corresponde a la población sin duplicidades (Fuente: INSEE [Consultar]) |     |     |     |     |     |

## Administración y política
Grand'Landes se integra en la Mancomunidad de Municipios del País de La Châtaigneraie (Communauté de Communes du Pays de la Châtaigneraie), un distrito creado el 28 de diciembre de 1989, transformado en mancomunidad el 28 de diciembre de 2000.

## Economía
Según el censo de 1999, la distribución de la población activa por sectores era:
| agricultura | industria | construcción | servicios |
| ----------- | --------- | ------------ | --------- |
| 33,9%       | 24,2%     | 1,6%         | 40,3%     |